# Rhipidoglossum curvatum
Rhipidoglossum curvatum là một loài thực vật có hoa trong họ Lan. Loài này được (Rolfe) Garay miêu tả khoa học đầu tiên năm 1972.